# 東北軍管区
東北軍管区（とうほくぐんかんく）は、1945年2月から8月まで日本の東北地方に置かれた日本陸軍の管区で、当時日本の内地に6から8置かれた軍管区の一つである。東北軍管区部隊を指揮する東北軍管区司令部が管轄して、地域の防衛と動員を掌った。

## 東北軍管区の設置
軍管区は、日本の防衛と兵士の徴兵・動員の地域区分として、1940年（昭和15年）に陸軍が設けた管区である。東北地方は、関東地方全域と中部地方の一部とともに東部軍管区に属していた。
第2次世界大戦末期の1945年（昭和20年）に入り、敵軍の上陸が予想された関東地方から東北地方を切り離すことになり、1月22日制定（24日公布、2月11日施行）の昭和20年軍令陸第1号による陸軍管区表改定で、東北軍管区が新設された。弘前師管と仙台師管を下におき、東北地方の6県を範囲とした。ただし、津軽海峡の南側に設定された津軽要塞地帯の防衛担任は、北隣の北部軍管区とされた。
軍管区は空襲警報の発令の区分でもあり、東北軍管区は南地区（福島県・宮城県・山形県）と北地区（岩手県・秋田県・青森県）の二つに区分された。発令と解除は基本的に東北軍管区司令部が行ったが、北地区については弘前の留守第57師団司令部も発令の権限を持った。北地区の八戸と釜石小地区では、その地区の防空担任官も発令できた。
東北軍管区司令官は新設の第11方面軍司令官が兼ね、司令部の職員も多くが兼任した。司令部間の兼任は、他の軍管区も同様である。編成にあたっては、千島列島の防衛にあたっていた第27軍を解き、司令部だけ仙台に引っ張ってくるという措置がとられた

## 師管から師管区へ
東北軍管区の設置時、全国の師管を2か月後に師管区に転換することが既に予定されていた。2月9日制定（10日公布、4月1日施行）の昭和20年軍令陸第2号による陸軍管区表改定で、師管が師管区に変更された。これにより、弘前師管は弘前師管区に、仙台師管は仙台師管区に変わった。

## 廃止
1945年8月の敗戦で、軍管区の意義はほぼ失われたが、軍管区司令部は他部隊の復員（解散）の業務をとるため11月末まで存置された。軍管区の法令上の廃止は、1946年3月30日制定・公布の一復省達第4号による陸軍管区表の廃止により、3月31日になされた

## 地域
- 東北軍管区（1945年2月11日から3月31日まで）
  - 弘前師管 - 青森連隊区、盛岡連隊区、秋田連隊区
  - 仙台師管 - 仙台連隊区、山形連隊区、福島連隊区

- 東北軍管区（1945年4月1日から1946年3月30日まで）
  - 弘前師管区 - 青森連隊区、盛岡連隊区、秋田連隊区
  - 仙台師管区 - 仙台連隊区、山形連隊区、福島連隊区

## 人事
※第11方面軍幹部が兼任

### 東北軍管区司令官
- （兼）吉本貞一 中将：昭和20年（1945年）2月1日 - （第11方面軍司令官）
- （兼）藤江恵輔 大将：昭和20年（1945年）8月22日 - （第11方面軍司令官）
- 野田謙吾 中将：昭和20年（1945年）10月15日 - 11月30日

### 東北軍管区参謀長
- （兼）石井正美 少将：昭和20年（1945年）2月1日 - （第11方面軍参謀長）
- 今井一二三 少将：昭和20年（1945年）8月7日 -

### 東北軍管区参謀副長
- （兼）前沢長重 少将：昭和20年（1945年）6月1日 - （第11方面軍参謀副長）
- 中山寧人 少将：昭和20年（1945年）10月27日 -

### 東北軍管区経理部長
- （兼）生地竹之助 主計少将：昭和20年（1945年）1月29日 - （第11方面軍経理部長）[8]